# Sankt Martin im Mühlkreis
Sankt Martin im Mühlkreis je městys v rakouské spolkové zemi Horní Rakousy, v okrese Rohrbach.

## Obyvatelé
V roce 2012 zde žilo 3 631 obyvatel.